# Ojciec Czas

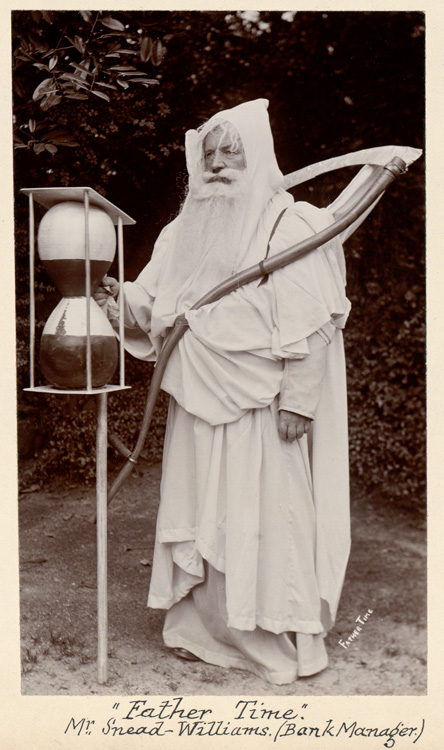
Ojciec Czas

Ojciec Czas – personifikacja czasu. Zazwyczaj przedstawiany jako stary, brodaty mężczyzna, ubrany w szatę, trzymający klepsydrę lub inne urządzenie odmierzające czas (symbolizujące jednostajny upływ czasu). Wizerunek wywodzący się z wielu źródeł, między innymi od Ponurego Żniwiarza i Chronosa, greckiego boga czasu.
Czasem łączony z Matką Naturą jako para małżeńska, z powodu podobieństwa imion, nawiązujących do osób rodziców.
W wielu sylwestrowych zwyczajach, wizerunek Ojca Czasu jest używany jako personifikacja ubiegłego roku (lub „Starego Roku”), który przekazuje obowiązki związane z czasem Dziecku Nowemu Rokowi (lub „Nowemu Rokowi”). W tym przypadku podkreśla się jego starość (często przestawiany poruszający się z pomocą kija).